# Урамец
Урамец — железнодорожная станция Архангельского региона Северной железной дороги. Находится в посёлке Уромец Обозерского городского поселения Плесецкого района Архангельской области, юго-восточнее посёлка Швакино.
Рабочее движение на участке «Обозерская — Кодино» открылось в 1939 году. В 1941 году на линии «Сорокская — Обозерская» было открыто сквозное рабочее движение. Дорога строилась заключёнными «Сорокалага» (подразделения ГУЛЖДС НКВД СССР). Линия «Вологда — Коноша — Обозерская — Урамец — Большая Кяма — Поньга — Малошуйка — Маленьга — Беломорск» и далее на Мурманск полностью электрифицирована на переменном токе напряжением 25 кВ и является частью грузового экспортного коридора из России в Финляндию. Линия от Обозерской, через Урамец, до Беломорска — однопутная.

## Поезда дальнего следования
| № поезда | Маршрут движения   | № поезда | Маршрут движения |
| -------- | ------------------ | -------- | ---------------- |
| 143      | Мурманск — Вологда | 144      | -                |

### Карты
- Станция Урамец на карте Wikimapia
- Карта-километровка. P-37-19,20 (Лист Ковкула)
- Станция Урамец. Публичная кадастровая карта (недоступная ссылка)

| Предыдущая станция                             | Поезда | Следующая станция                                     |
| ---------------------------------------------- | ------ | ----------------------------------------------------- |
| Обозерская в сторону Коноши, Котласа и Вологды |        | Большая Кяма в сторону Вонгуды, Малошуйки и Мурманска |